# Klaus Augenthaler
Klaus Augenthaler, né le 26 septembre 1957 à Fürstenzell (Allemagne), est un footballeur allemand, qui évoluait au poste de défenseur central ou libéro au Bayern Munich ainsi qu'en équipe d'Allemagne.
Augenthaler ne marque aucun but lors de ses vingt-sept sélections avec l'équipe d'Allemagne entre 1983 et 1990. Il participe à la coupe du monde en 1986 et 1990 avec l'équipe d'Allemagne.

## Biographie
Il était l'un des piliers de l'équipe d'Allemagne championne du monde en 1990, au cours d'un tournoi où il avait disputé tous les matchs. Lors de l'édition précédente en 1986, il n'avait joué que deux matchs.
Pendant toute sa carrière, de 1977 à 1991, il n'a joué que pour un seul club, le Bayern Munich dont il a été, à partir de 1984, le capitaine.

## Carrière de Joueur
- 1976-1991 : Bayern Munich

## Carrière d'entraîneur
- 1992-1997 : Bayern Munich  Allemagne (co-entraîneur)
- 1997-2000 : Grazer AK  Autriche
- 2000-2003 : FC Nuremberg  Allemagne
- 2003-2005 : Bayer Leverkusen  Allemagne
- 2006-2007 : VfL Wolfsburg  Allemagne
- 2009-2011 : SpVgg Unterhaching  Allemagne[2]

## Palmarès joueur

### En club
- Champion de RFA en 1980, 1981, 1985, 1986, 1987, 1989 et 1990 avec le Bayern Munich
- Vainqueur de la Coupe de RFA en 1982, 1984 et 1986 avec le Bayern Munich
- Vainqueur de la Supercoupe de RFA en 1987 et 1990 avec le Bayern Munich
- Finaliste de la Coupe d'Europe des Clubs Champions en 1982 et 1987 avec le Bayern Munich

### En équipe de RFA
- Vainqueur de la Coupe du Monde en 1990

## Palmarès entraîneur
- Vainqueur de la Coupe de l'UEFA en 1996 comme co-entraîneur du Bayern Munich
- Champion d'Allemagne de Bundesliga 2 en 2001 avec le FC Nuremberg